# バーモント (セントビンセント・グレナディーン)
バーモント（ヴァーモント、Vermont）はセントビンセント・グレナディーン、セント・アンドリュー教区の町。セントビンセント島南西の内陸部、ブッカメント川（Buccament）沿いに位置する。また首都キングスタウンからは北へ直線距離で約5キロメートル。
観光地は、森林保護区にも指定されている熱帯雨林の中を散策するバーモント・ネイチャー・トレイル（Vermont Nature Trail）がある。